# 若水镇 (会同县)
若水镇，是中华人民共和国湖南省怀化市会同县下辖的一个乡镇级行政单位。

## 行政区划
若水镇下辖以下地区：
若水街社区、若水村、胡家村、里龙村、古楼村、吉巢村、琴塘村、望东村、零星村、八宋村、江东村、鲁冲村、黄家团村、孟团村、瓦窑村、地四方村、张冲村、板山村、翁坪村、坡塘村和檀木村。